# Arsène Wenger
Arsène Wenger OIB (pronunție în franceză [aʁsɛn vɛŋ(ɡ)ɛʁ]; n. 22 octombrie 1949, Strasbourg) este un antrenor de fotbal francez și fost fotbalist. A antrenat Arsenal F.C. din 1996 până în mai 2018. Este cel mai de succes antrenor din istoria clubului, din punct de vedere al trofeelor câștigate, și cel mai longeviv antrenor din punct de vedere al meciurilor disputate pe banca echipei - peste 600 din martie 2007. Wenger este singurul antrenor non-britanic care a câștigat o „dublă” în Anglia, performanță atinsă în 1998 și 2002. În 2004, a devenit primul antrenor din istoria Premier League neînfrânt în niciun meci de campionat. Wenger are diplomă de inginer și un master în economie, obținute la Universitatea din Strasbourg. Pe lângă franceză, este fluent în alsaciană, germană și engleză; se descurcă într-o oarecare măsură în italiană, spaniolă și japoneză.

## Cariera de jucător
Cariera de jucător a lui Wenger nu a fost una impresionantă. A început să joace ca fundaș la diverse cluburi amatoare, în timp ce studia la Institut Européen d'Etudes Commerciales Supérieures de Strasbourg („Institutul European de Studii Superioare Comerciale din Strasbourg”), din cadrul Robert Schuman University. A obținut un master în economie în 1971.
Wenger a devenit jucător profesionist în 1978, debutând la RC Strasbourg într-un meci împotriva celor de la Monaco. A jucat doar douăsprezece meciuri pentru echipă, incluzând două în sezonul 1978-79, în care echipa sa a câștigat Ligue 1. A jucat în Cupa UEFA în același sezon, un singur meci. În 1981 a obținut diploma de antrenorat și a fost numit antrenor la echipa de juniori a clubului.

## Cariera de antrenor

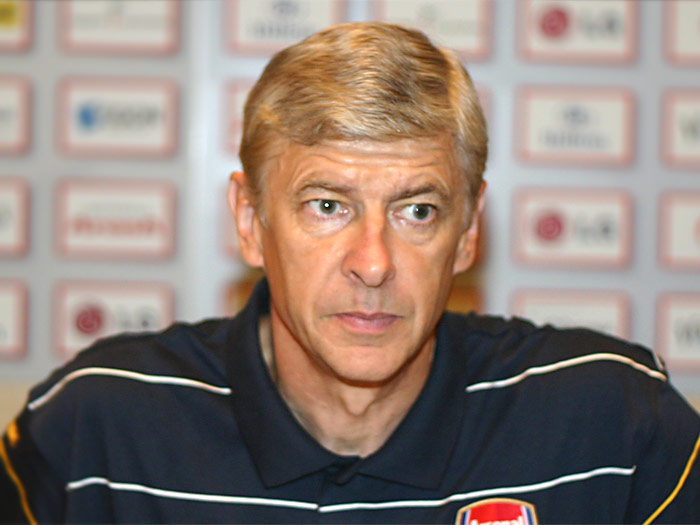
Arsène Wenger

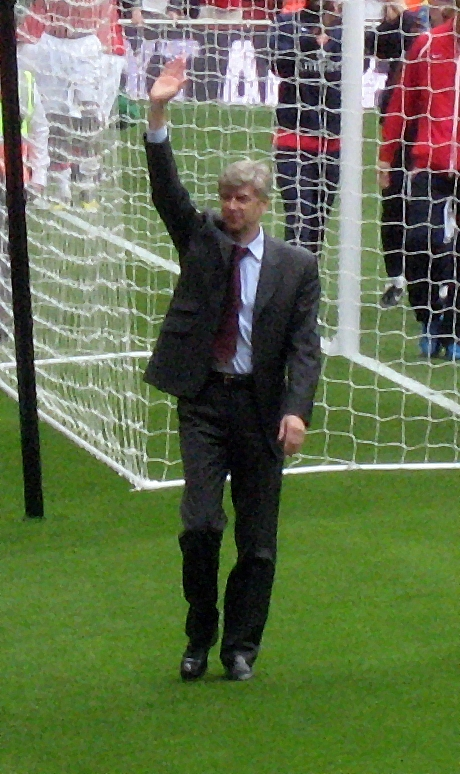
Wenger salutând publicului după ultimul meci acasă din sezonul 2006/07

Wenger a devenit antrenor de seniori pentru prima dată la AS Nancy, în 1984, dar nu s-a bucurat de succes; în urma celui de-al treilea și ultim sezon al său la echipă, Nancy a terminat pe locul 19 și a fost retrogradată în Ligue 2. Lucrurile s-au schimbat odată cu numirea sa la AS Monaco în 1987. A câștigat campionatul în 1988 (în chiar primul sezon) și Cupa Franței în 1991, și a adus la echipă jucători precum Glenn Hoddle, George Weah sau Jürgen Klinsmann. L-a adus de asemenea pe Youri Djorkaeff de la RC Strasbourg, care pe atunci avea doar 23 de ani; viitorul câștigător al Cupei Mondiale a terminat pe locul 1 în clasamentul golgeterilor din Ligue 1 (cu 20 de goluri) în ultimul sezon petrecut de Wenger în Franța. Wenger a refuzat oferte de la Bayern München și de la echipa națională de fotbal a Franței, pentru a rămâne loial lui Monaco, dar în mod ironic a fost concediat după ce a început prost sezonul 1994-95. A antrenat timp de 18 luni echipa japoneză Nagoya Grampus Eight, câștigând cu ea „Cupa Împăratului”, denumirea Cupei în Japonia. A dus echipa de pe ultimele poziții pe locul doi în ligă. La Grampus, l-a angajat pe fostul antrenor de la Valenciennes FC, Boro Primorac, ca antrenor secund (îl cunoscuse în timpul scandalului din 1993 privind un meci aranjat al lui Olympique de Marseille); Primorac avea să rămână omul de încredere al lui Wenger de-a lungul anilor.
Wenger devenise între timp prieten al pe atunci vicepreședintelui lui Arsenal, David Dein, după ce ei doi se întâlniseră la un meci Arsenal-Queens Park Rangers în 1988. După ce Bruce Rioch a demisionat în august 1996, Gérard Houllier, pe atunci director tehnic la Federația Franceză de Fotbal, l-a recomandat pe Wenger lui David Dein, în vara lui 1996. Arsenal a confirmat numirea sa pe 28 septembrie 1996, și a preluat oficial echipa pe 1 octombrie. Wenger a fost primul antrenor din istoria lui Arsenal provenit din afara Marii Britanii sau Irlandei. Deși înainte fusese propus ca potențial candidat pentru postul de director tehnic la Federația Engleză de Fotbal, Wenger era destul de puțin cunoscut în Marea Britanie.
Chiar dinainte să preia în mod formal controlul echipei, Wenger începuse să o modeleze după viziunea sa, cerând conducătorilor să îi aducă pe mijlocașii francezi Patrick Vieira și Rémi Garde cu o lună înainte să fie oficial antrenor. Primul său meci la echipă a fost o victorie cu 2-0 în fața celor de la Blackburn Rovers, pe 12 octombrie 1996. La primul sezon al lui Wenger la echipă, Arsenal a terminat pe locul trei și a ratat calificarea în Liga Campionilor la golaveraj.
În al doilea sezon (1997-98), Arsenal a câștigat atât Premiership cât și Cupa FA, a doua „dublă” din istoria clubului; Arsenal se distanțase la 12 puncte de Manchester United cu două etape înainte de final. Cheia succesului a fost defensiva „moștenită” de Wenger : Tony Adams, Steve Bould, Nigel Winterburn, Lee Dixon și Martin Keown, precum și noile achiziții ale lui Wenger : Emmanuel Petit, Marc Overmars, și adolescentul Nicolas Anelka.
În următoarele sezoane Arsenal a participat la lupta pentru titlu. În 1999 au fost la doar un punct de Manchester United în campionat, iar Manchester a eliminat-o pe Arsenal în prelungirile semifinalei din Cupa FA. Arsenal a pierdut apoi finala Cupei UEFA în fața celor de la Galatasaray S.K. și finala din 2001 a Cupei FA în fața celor de la Liverpool. Wenger a continuat să aducă jucători noi la echipă, precum Sol Campbell, Fredrik Ljungberg, Thierry Henry și Robert Pirès.

## Statistici carieră

### Jucător
| Sezon         | Club            | Campionat          | Campionat | Campionat | Cupe    | Cupe   | Europa  | Europa | Total   | Total  |
| Sezon         | Club            | Campionat          | Meciuri   | Goluri    | Meciuri | Goluri | Meciuri | Goluri | Meciuri | Goluri |
| ------------- | --------------- | ------------------ | --------- | --------- | ------- | ------ | ------- | ------ | ------- | ------ |
| 1969–70       | Mutzig          | CFA                | –         | –         | –       | –      | –       | –      | –       | –      |
| 1970–71       | Mutzig          | Division 3         | –         | –         | –       | –      | –       | –      | –       | –      |
| 1971–72       | Mutzig          | Division 3         | –         | –         | –       | –      | –       | –      | –       | –      |
| 1972–73       | Mutzig          | Division 3         | –         | –         | 3       | 1      | –       | –      | 3       | 1      |
| 1973–74       | FC Mulhouse     | Ligue 2            | 25        | 2         | –       | –      | –       | –      | 25      | 2      |
| 1974–75       | FC Mulhouse     | Ligue 2            | 31        | 2         | –       | –      | –       | –      | 31      | 2      |
| 1975–76       | ASPV Strasbourg | Bas-Rhin           | –         | –         | 3       | 1      | –       | –      | 3       | 1      |
| 1976–77       | ASPV Strasbourg | Division d'Honneur | –         | –         | 5       | 0      | –       | –      | 5       | 0      |
| 1977–78       | ASPV Strasbourg | Division 3         | –         | –         | –       | –      | –       | –      | –       | –      |
| 1978–79       | RC Strasbourg   | Ligue 1            | 2         | 0         | –       | –      | 1       | 0      | 3       | 0      |
| 1979–80       | RC Strasbourg   | Ligue 1            | 1         | 0         | –       | –      | –       | –      | 1       | 0      |
| 1980–81       | RC Strasbourg   | Ligue 1            | 8         | 0         | 1       | 0      | –       | –      | 9       | 0      |
| Total carieră | Total carieră   | Total carieră      | 67        | 4         | 12      | 2      | 1       | 0      | 80      | 6      |

### Antrenor
La 13 mai 2018.
| AS Nancy       | 1 iulie 1984     | 1 iulie 1987       | 114   | 33  | 30  | 51  | 28,95 |
| AS Monaco      | 1 iulie 1987     | 17 septembrie 1994 | 266   | 130 | 53  | 83  | 48,87 |
| Nagoya Grampus | 9 decembrie 1994 | 30 septembrie 1996 | 56    | 38  | 0   | 18  | 67,86 |
| Arsenal        | 1 octombrie 1996 | 13 mai 2018        | 1.235 | 707 | 280 | 248 | 57,2  |
| Total          | Total            | Total              | 1.702 | 919 | 367 | 416 | 54    |

## Palmares

### Jucător
Strasbourg
- Ligue 1: 1978–79